# Orectognathus szentivanyi
Orectognathus szentivanyi é uma espécie de formiga do gênero Orectognathus, pertencente à subfamília Myrmicinae.